# Consell Europeu de Recerca
El Consell Europeu de Recerca, més conegut com a ERC o European Research Council en anglès, és una institució paneuropea de finançament, creada el 2007 amb l'objectiu de sufragar la investigació i la innovació en la Unió Europea, donant suport als investigadors i potenciant la recerca a Europa.
Del 2014 al 2021, el seu president fou el matemàtic francès Jean-Pierre Bourguignon. La presidenta per al període 2021-2025 és la biòloga Maria Leptin.

## Característiques i objectius
La missió de l'ERC és fomentar la investigació d'alta qualitat a Europa a través d'un finançament competitiu, donant suport a la recerca, que obri noves fites, iniciada per l'investigador en tots els camps de la ciència, sobre la base de l'excel·lència científica. Els ajuts de l'ERC (European Research Council) financen a investigadors de qualsevol nacionalitat i edat que vulguin continuar amb la seva investigació. L'ERC dona suport a propostes individuals que siguin pioneres i permetin obrir nous camps i aplicacions d'investigació. Les convocatòries de finançament de l'ERC estan obertes als millors investigadors de qualsevol nacionalitat o edat que vulguin portar a terme la seva carrera investigadora en algun dels 28 estats membres de la UE o països associats. En la convocatòria 2018-2020 hi ha tres modalitats bàsiques ("Starting", "Consolidator" i "Advanced Grants") i una d'addicional ("Proof of Concept Grants").

## El Consell Europeu de Recerca a Catalunya
De tots els investigadors becats per l'ERC en els primers 10 anys de la seva existència, entre el 2007 i el 2017, n'hi ha 181 que han rebut aquest suport i finançament mentre duien a terme els seus treballs en universitats i centres de recerca catalans, coordinats a través del CERCA. Catalunya és, doncs, la comunitat que més beques ha aconseguit. Entre els centres catalans que més n'han obtingut es troben la Universitat Pompeu Fabra (32), l'Institut de Ciències Fotòniques (23), la Universitat de Barcelona (19), el Centre de Regulació Genòmica (16), la Universitat Autònoma de Barcelona (16), l'Institut Català d'Investigació Química (12), l'Institut de Recerca Biomèdica (11) i l'Institut de Bioenginyeria de Catalunya (10). Aquestes ajudes per a projectes d'investigació concedides pel Consell Europeu de Recerca, suposen per a Catalunya una captació d'uns 400 milions d'euros.